# Полторжицкие
Полторжицкие (пол. Półtorzycki, Pułtorzycki, Półturzycki) — белорусский татарский шляхетский род герба Пшыячель (пол. Przyjaciel), затем дворянский род в Российской империи. Жили в Ошмянском, Свенцянском (Виленская губерния), Игуменском и Минском (Минская губерния) уездах.
Происхождение рода Станислав Дзядулевич прослеживает до середины XV века, когда жил его предок, татарин Али-Бердей. Его сын Богдан в 1490 году приобрёл деревню Понары, по которой его род стал называться Понарскими. Сын Богдана Алей значится в реестре литовского войска начиная с 1528 года как мусульманин и владелец крестьян. В 1559 году собственниками Понар значились сыновья Алея Богдан и Сенько. Сыновья Богдана Ивашко и Бектыш в последней четверти XVI века приобрели части деревень Понизье и Довбуцишки; сыновья Бектыша Якуб и Ахмет продали свою часть в 1602 году и в купчей значились под прозвищем Полтор (пол. Połtorowie). Два сына были и у Ивашка — Ахмет и Адам, но в дальнейшем известно только потомство Ахмета Бектышевича и Адама Ивашковича. Сыновья Ахмета в документе 1631 года фигурируют под фамилией Пултор (пол. Pułtorowie). Окончательно полонизированную форму Пулторжицкий (пол. Półtorzycki) фамилия принимает у внука Ахмета Бектышевича, Мустафы (его завещание датировано 1723 годом). Известны пять его внуков, из которых четверо оставили потомство, включённое в XIX веке в дворянские родословные книги Минской и Виленской губерний. Среди этого потомства наиболее известны генерал-лейтенант Российской империи Иосиф Сулейманович Полторжицкий (1846—1909) и генерал-лейтенант СССР Бронислав Иосифович Полторжицкий (1894—1969), приходившийся предыдущему двоюродным братом.